# سامسون (فیلم ۱۹۶۱)
«سامسون» (ایتالیایی: Sansone) یک فیلم به کارگردانی جانفرانکو پارولینی است. از بازیگران آن می‌توان به برد هریس و سرژ گنزبور اشاره کرد.